# Jehan Daruvala
Jehan Daruvala (Mumbai, 1 de outubro de 1998) é um piloto de automóvel indiano. Ele foi um protegido da equipe de Fórmula 1 da Force India, depois de ter sido um dos três vencedores de uma competição organizada pela equipe em 2011.

## Carreira

### Campeonato Europeu de Fórmula 3 da FIA
Em novembro de 2016, Daruvala declarou sua intenção de mudar para o Campeonato Europeu de Fórmula 3 da FIA para a temporada de 2017. Ele assinou com a equipe Carlin para uma corrida no mês seguinte.

### Campeonato de Fórmula 3 da FIA
Em dezembro de 2018, Daruvala foi contratado pela equipe Prema Racing para a disputa da temporada inaugural do Campeonato de Fórmula 3 da FIA.

### Fórmula 2
Em 20 de fevereiro de 2020, foi anunciado que Daruvala passaria para o Campeonato de Fórmula 2 da FIA com a equipe Carlin para a disputa da temporada de 2020. Ele permaneceu com a equipe para a disputa da temporada de 2021.
Em 13 de janeiro de 2022, foi anunciado que Daruvala havia sido contratado pela equipe Prema Racing para a disputa da temporada de 2022.
Ele se transferiu para a equipe MP Motorsport para a disputa da temporada de 2023. Daruvala foi substituído por Franco Colapinto na rodada final da temporada da Fórmula 2 de 2023 em Yas Marina e na temporada de 2024, já que ele se transferiu para a equipe Maserati MSG Racing para a temporada da Fórmula E de 2023–24.

### Fórmula 1
Daruvala foi anunciado como membro da Red Bull Junior Team, antes do início da disputa do Campeonato de Fórmula 2 de 2020. No fim de semana após o Grande Prêmio do Canadá de 2022, foi anunciado que ele teria sua primeira experiência com um carro de Fórmula 1 com a McLaren, testando o McLaren MCL35M no Circuito de Silverstone. Fez também mais um teste no Autódromo Internacional do Algarve, de 18 a 19 de julho. Um terceiro teste de Fórmula 1 aconteceu no final de setembro, onde ele pilotou no Circuito Paul Ricard.
No início de 2023, foi confirmado que Daruvala havia sido dispensado do elenco do Red Bull Junior Team após três anos.

### Fórmula E
No final de novembro de 2022, Daruvala foi anunciado como piloto de teste e reserva da equipe de Fórmula E da Mahindra Racing para a temporada de 2022–23. Em abril de 2023, Daruvala faria sua estreia nas máquinas da Fórmula E no teste para novatos em Berlim. Daruvala fez sua estreia nos treinos livres da Fórmula E no ePrix de Roma.
Em 27 de setembro de 2023, foi anunciado a contratação de Daruvala pela equipe Maserati MSG Racing para a disputa da temporada de 2023–24. Após uma difícil temporada de estreia, Daruvala deixou a equipe depois de apenas uma temporada.